# Hazel Chu
Hazel Chu (ur. w 1980 w Dublinie) – irlandzka polityk, od 2020 roku burmistrz Dublinu.
Od 2019 roku jest przewodniczącą Comhaontas Glas – irlandzkiej Partii Zielonych. Od 2019 była także deputowaną do rady miejskiej Dublina. Jest pierwszą w historii Irlandii osobą chińskiego pochodzenia zajmującą stanowisko polityczne.

## Biografia
Hazel Chu urodziła się w 1980 roku w Dublinie, w rodzinie chińskich imigrantów. Jej rodzice wyemigrowali z Hongkongu do Irlandii w latach 70. XX wieku. Uczyła się w Dún Laoghaire Rathdown oraz w Institute of Education na Leeson Street. Studiowała historię i politykę na University College Dublin. Następnie uzyskała tytuł radcy prawnego w King’s Inns.
Po studiach zajęła się działalnością fundraisingową w St Michael's House, a także została zatrudniona w Electric Picnic jako kierownik ds. komunikacji artystycznej i produkcji. W 2012 roku rozpoczęła pracę w Euroscience Open Forum w Dublinie. Przez ponad pięć lat pracowała także dla Diageo, na stanowisku szefa komunikacji.

## Kariera polityczna
Była zaangażowana w kampanię Patricka Costello w wyborach samorządowych w 2014 roku, kiedy ten ubiegał się o miejsce w radzie miejskiej Dublinu. W kampanii zajmowała się mediami społecznościowymi, rozmowami z prasą oraz agitacją wyborczą.
W wyborach samorządowych w 2019 roku kandydowała z ramienia Partii Zielonych, z pierwszego miejsca w okręgu Pembroke. Uzyskała 33,1% głosów, tym samym otrzymując mandat radnej.
29 listopada 2019 roku została wybrana na przewodniczącą Partii Zielonych. Pełni również funkcję rzecznika partii ds. przedsiębiorczości.
29 czerwca 2020 roku, 43 głosami radnych rady miejskiej, została wybrana na burmistrza Dublinu. Po wygranej zapowiedziała, że wykorzysta swoje stanowisko do otwartej i szczerej rozmowy na temat rasizmu i nierówności płci.

## Życie prywatne
Jej partnerem jest Partick Costello, Teachta Dála z ramienia Partii Zielonych, z którym ma córkę – Alex.